# شهرستان نولسکی (استان ساخالین)
شهرستان نولسکی (به لاتین: Nevelsky District) یک شهرستان در روسیه است که در استان ساخالین واقع شده‌است.